# Eden
Glej tudi Eden (razločitev)
Éden ali édenski vrt (hebrejsko: גן עדן‎ [gan eden] = vrt užitka)
je ime vrta, v katerem sta po Prvi Mojzesovi knjigi prebivala Adam in Eva, dokler se nista obrnila 
proti Bogu. Edenski vrt imenujemo tudi raj, rajski vrt ali paradiž. Izraz Eden se šteje za ime tega 
konkretnega vrta in se zato po navadi piše z veliko začetnico.
V Prvi Mojzesovi knjigi je podrobnejši opis, kje je ležal Eden:

V Edenu je izvirala reka, da je namakala vrt; od tam pa se je delila v štiri glavne reke. Ena od njih se imenuje Pišón. 
Ta teče okoli vse dežele Havíla, v kateri je zlato – in zlato te dežele je dobro; tam je tudi bdelij in kamen oniks. 
Drugi reki je ime Gihon. Ta teče okoli vse dežele Kuš. Tretji reki je ime Tigris. Ta teče vzhodno od Asúrja. Četrta reka pa je Evfrat. (1 Mz 2,10-14)

Prva Mojzesova knjiga naprej navaja, da je Bog ustvaril prvega človeka Adama in potem iz njegovega rebra še Evo. Dovolil 
jima je uživati vse sadeže iz Edenskega vrta razen sadežev z drevesa spoznanja. Kača pa je nagovorila Evo, da je jedla z 
drevesa spoznanja in da je sadež ponudila tudi Adamu. Po tem sta Adam in Eva spoznala, da sta naga (prej se tega nista 
zavedala), in sta si naredila preprosta oblačila. Ko je Bog ugotovil, da nista ubogala njegove zapovedi, ju je izgnal iz 
Edena. Njuno neposlušnost imenujemo tudi izvirni greh.
Zgodbo o Adamu in Evi poznajo Judje, kristjani in muslimani, ker vsi upoštevajo Sveto pismo stare zaveze. Nekateri verniki razumejo zgodbo popolnoma dobesedno, drugi pa v njej odkrivajo zlasti velik simbolni pomen.
Rajski vrt je bil vedno tudi vir navdiha umetnikov (seveda samo v krščanstvu, saj judaizem in islam ne dovoljujeta 
upodabljanja).

## V umetnosti
Motivi rajskega vrta, ki so najpogosteje upodobljeni v iluminiranih rokopisih in slikah, so Adamovo spanje (Kreacija Eve), Skušnja Eve s kačo, Padec moža, kjer Adam vzame sadje in Izgon. Idila Dan poimenovanja v raju je bila upodobljena manj pogosto. Večina Miltonovega Izgubljenega raja se zgodi v rajskem vrtu. Michelangelo je upodobil prizor v rajskem vrtu na stropu Sikstinske kapele. Dante v Božanski komediji postavi vrt na vrh Vic. Za mnoge srednjeveške pisce podoba rajskega vrta ustvarja tudi prostor za človeško ljubezen in spolnost, ki je pogosto povezana s klasičnimi in srednjeveškimi tropi locus amoenus (idealiziran kraj varnosti ali udobja). [50] Ena najstarejših upodobitev Rajskega vrta je v bizantinskem slogu narejeno v Raveni, medtem ko je bilo mesto pod bizantinskim nadzorom. Ohranjen modri mozaik je del mavzoleja Gala Placidija. Krožni motivi predstavljajo cvetje rajskega vrta.